# Oxypoda demissa
Oxypoda demissa är en skalbaggsart som beskrevs av Thomas Casey 1911. Oxypoda demissa ingår i släktet Oxypoda och familjen kortvingar. Inga underarter finns listade i Catalogue of Life.